# Станкевич Станіслав Іванович
Станке́вич Станісла́в Іва́нович (2 серпня 1928, м. Дніпропетровськ, УРСР, СРСР) — радянський і український актор театру і кіно. Народний артист Української РСР (1970). Лауреат Мистецької премії «Київ» імені Амвросія Бучми (в галузі театрального мистецтва). Постійний радіоведучий передачі «Вечірня колисанка» на Українському радіо в ролі казкаря Дідуся Стаса.

## Життєпис
Народився 2 серпня 1928 року у місті Дніпропетровську.
У 1948 році закінчив Дніпропетровське театральне училище.
Працював у Дніпропетровському музично-драматичному театрі ім. Т. Шевченка.
З 1964 р. до 2022 р. — актор Київського українського драматичного театру ім. І. Франка.
З цього ж часу — незмінно працював радіоведучим Українського радіо. Відомий мільйонам дітей України, як казкар дідусь Стас.

## Робота в театрі
Національний академічний драматичний театр імені Івана Франка
- 1989 — «Візит старої дами» за п'єсою Фрідріха Дюрренматта; реж. Сергій Данченко — Бургомістр
- 1996 — «Приборкання норовливої» за однойменною комедією Вільяма Шекспіра; реж. Сергій Данченко — Вінченцо
- 2014 — «Моя професія — синьйор з вищого світу» Джуліо Скарначчі та Ренцо Тарабузі; реж. Анатолій Хостікоєв — дідусь
- 2015 — «Великі комбінатори» за мотивами роману «Дванадцять стільців» Іллі Ільфа та Євгена Петрова; реж. Дмитро Чирипюк — Тихон

## Фільмографія
- 1958 — Кочубей — головком Іван Сорокін
- 1970 — Родина Коцюбинських — полковник Муравйов
- 1971 — Відвага — Гітлер
- 1972 — Нічний мотоцикліст — Помилуйко, майор міліції
- 1974 — У Баку дмуть вітри
- 1976 — Місце спринтера вакантне
- 1977 — Блокада — Гітлер
- 1979 — Забудьте слово «смерть» — Захар Поліщук
- 1981 — Корпус генерала Шубникова — Гітлер
- 1982 — Якщо ворог не здається... — епізод
- 1983 — Климко — епізод
- 1986 — Мама, рідна, любима...
- 1986 — Все перемагає любов — полковник Сєров
- 1988 — Помилуй та вибач
- 1990 — Розпад — батько Журавльова
- 1992 — Для домашнього огнища

## Нагороди та визнання
- 1970 — Народний артист УРСР[1]
- 1982 — Орден «Знак Пошани»[1]
- 2005, 25 березня — Орден «За заслуги» III ст. за вагомий особистий внесок у розвиток українського театрального мистецтва, високу професійну майстерність та багаторічну сумлінну працю[2]
- 2010, 27 січня — Орден «За заслуги» II ст. за вагомий особистий внесок у розвиток українського театрального мистецтва, високий професіоналізм та з нагоди 90-ї річниці заснування Національного академічного драматичного театру імені Івана Франка[3]
- 2013, 30 листопада — Орден «За заслуги» I ст. за значний особистий внесок у соціально-економічний, науково-технічний, культурно-освітній розвиток Української держави, вагомі трудові досягнення, багаторічну сумлінну працю[4]
- 2013 Почесна відзнака Міністерства культури України[1]
- 2020 Годинник Голови Верховної Ради України[1]
- Лауреат 
Мистецької премії «Київ» ім. Амвросія Бучми[1]